# Meteorus josieas
Meteorus josieas är en stekelart som beskrevs av Trevor Huddleston 1983. Meteorus josieas ingår i släktet Meteorus och familjen bracksteklar. Inga underarter finns listade i Catalogue of Life.